# Merced
Una merced, en la Castilla bajomedieval, era la concesión de un premio como reconocimiento de los méritos de alguna clase contraídos por un vasallo, aunque el mismo nombre indica que no se hace como un pago debido en ningún contrato, sino como donativo por la voluntad del rey.
Aunque podría revestir cualquier forma, incluso una cantidad monetaria, la mayor parte de las veces consistía en un señorío jurisdiccional que salía de las tierras llamadas de realengo (jurisdicción real). Los más famosos y numerosos fueron las llamadas mercedes enriqueñas, por las que concedió Enrique II de Castilla, llamado el de las Mercedes, que fue elevado al trono desde su origen bastardo por la alta nobleza sublevada contra su hermanastro Pedro I de Castilla, llamado el cruel, a quien mató con sus propias manos en un célebre episodio de la primera guerra civil castellana. De tal manera dispersó el patrimonio regio y elevó la condición de algunas familias, que desde entonces pueden considerarse nueva aristocracia, bien diferenciada de la baja nobleza, e incluso de algunas casas nobles de antiguos solares, debilitadas ambas por la crisis del siglo XIV.
Las nuevas estrategias de relación entre los siguientes reyes de la dinastía Trastámara (que intentan recuperar el poder real), la nobleza, el clero y ciudades a partir de entonces, superan la dinámica anterior, propia de las monarquías feudales, y entran dentro de lo que empieza a construirse como monarquía autoritaria, que se proyecta, al igual que la sociedad estamental y la economía tardofeudal, hacia el periodo conocido como Antiguo Régimen, que traspasa la frontera de la Edad Moderna